# Wilhelm Rohr (Archivar)
Paul Wilhelm Rohr (* 29. Oktober 1898 in Oldenburg; † 26. Juli 1968 in Koblenz) war ein deutscher Historiker und Archivar.

## Leben
Nach seinem Kriegsdienst studierte Wilhelm Rohr Geschichte an der Friedrich-Wilhelms-Universität zu Berlin und promovierte dort 1923. Ein Jahr später (1924) begann er die Ausbildung für den höheren Archivdienst am Geheimen Staatsarchiv Preußischer Kulturbesitz (PGStA) und legte dort 1925 die Fachprüfung ab. Es folgten berufliche Tätigkeiten in Berlin bis 1930, am Staatsarchiv Düsseldorf (1930 bis 1933) und danach wiederum in Berlin. 1939 wurde er zum Direktor des Reichsarchivs (Reichskommissar für den Archivschutz) abgeordnet. Von 1944 bis 1945 war er Oberregierungsrat im Reichsministerium des Innern. Nach kurzer Tätigkeit am Staatsarchiv Hannover wechselte er 1952 zum Bundesarchiv in Koblenz, wo er bis zu seinem Ruhestand 1960 arbeitete. 

## Schriften (Auswahl)
- Scharnhorsts Sendung nach Wien und Metternichs Politik Ende 1811. 1923, OCLC 753356394 (Dissertation Universität Berlin).
- Die militärischen Bestände des Preußischen Geheimen Staatsarchivs und ihre Bedeutung für die Personen- und Familienforschung. Leipzig 1927, OCLC 865878321.
- Zur Geschichte Landratsamtes in der Altmark. In: Sachsen und Anhalt. Jahrbuch der Historischen Kommission für Sachsen-Anhalt, Bd. 4 (1928), S. 168–206.
- Das Aktenwesen der Preußischen Regierungen. In: Archivalische Zeitschrift, Bd. 45 (1939), S. 53–63.
- Bericht der Kassationskommission über das Schrifttum der Gerichtsbehörden. In: Allgemeine Verfügung/Preußen. Archivverwaltung, Jg. 1939, S. 130–214.
- Schicksal und Verbleib des Schriftgutes der obersten Reichsbehörden. In: Der Archivar, Bd. 8 (1955), S. 162–174.
- Zur Problematik des modernen Aktenwesens. In: Archivalische Zeitschrift, Bd. 54 (1958), S. 78–89.
- Georg Winter * Neuruppin 28. 4. 1895, † Koblenz 4. 6. 1961. In: Der Archivar. Bd. 14 (1961), Heft 3, Juli, Sp. 179–190 (Digitalisat).
- Mikroverfilmung und Verzeichnung deutscher Akten in Alexandria, USA. In: Der Archivar, Bd. 19 (1966), S. 251–260.